# Oscillatoria
Die Oscillatoria („Schwingalgen“) sind eine als Gattung geführte Gruppe von Cyanobakterien (herkömmlich „Blaualgen“ genannt). Die Bakterienfäden sind zu einer langsam schwingenden Bewegung fähig, worauf der Name verweist.

## Merkmale

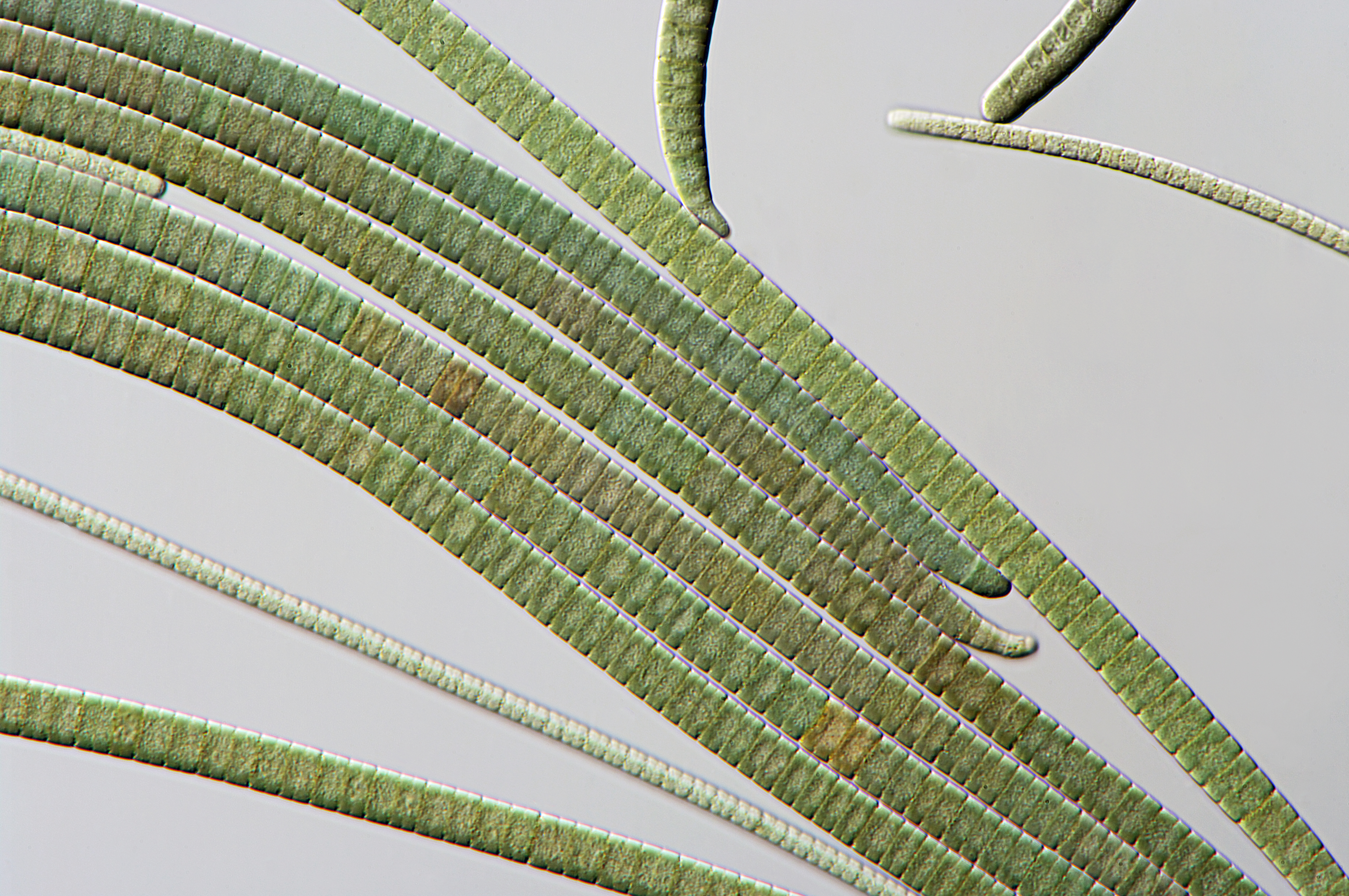
Filamente von Oscillatoria

Oscillatoria bilden stets unverzweigte Fäden aus einer Zellreihe. Sie treten üblicherweise in dichten, bis zu mehreren Zentimeter dicken Matten, nur selten aber einzeln oder in kleinen Gruppen auf. Unter extremen Bedingungen weisen die Fäden eine dünne, farblose und feste Hülle auf, die am äußeren Ende offen ist. Die Fäden sind von gerader oder leicht gewellter Form und üblicherweise zwischen acht und 60 Mikrometer breit. Unter guten Umweltbedingungen sind die Fäden beweglich, sie „oszillieren“.
Die Zellen sind von kurz zylindrischer bis fassförmiger, selten scheibenartiger Gestalt, stets aber kürzer als breit. Die Zellen am Ende der Fäden sind breit abgerundet, gelegentlich köpfchenförmig. Aerotope, also Gasbläschen, fehlen in den Zellen, sie weisen aber feine, blaugrüne, bräunliche oder rosafarbene Grana mit gewendelten Thylakoiden auf, die meist unregelmäßig in der gesamten Zelle verteilt sind.

## Verbreitung und Ökologie

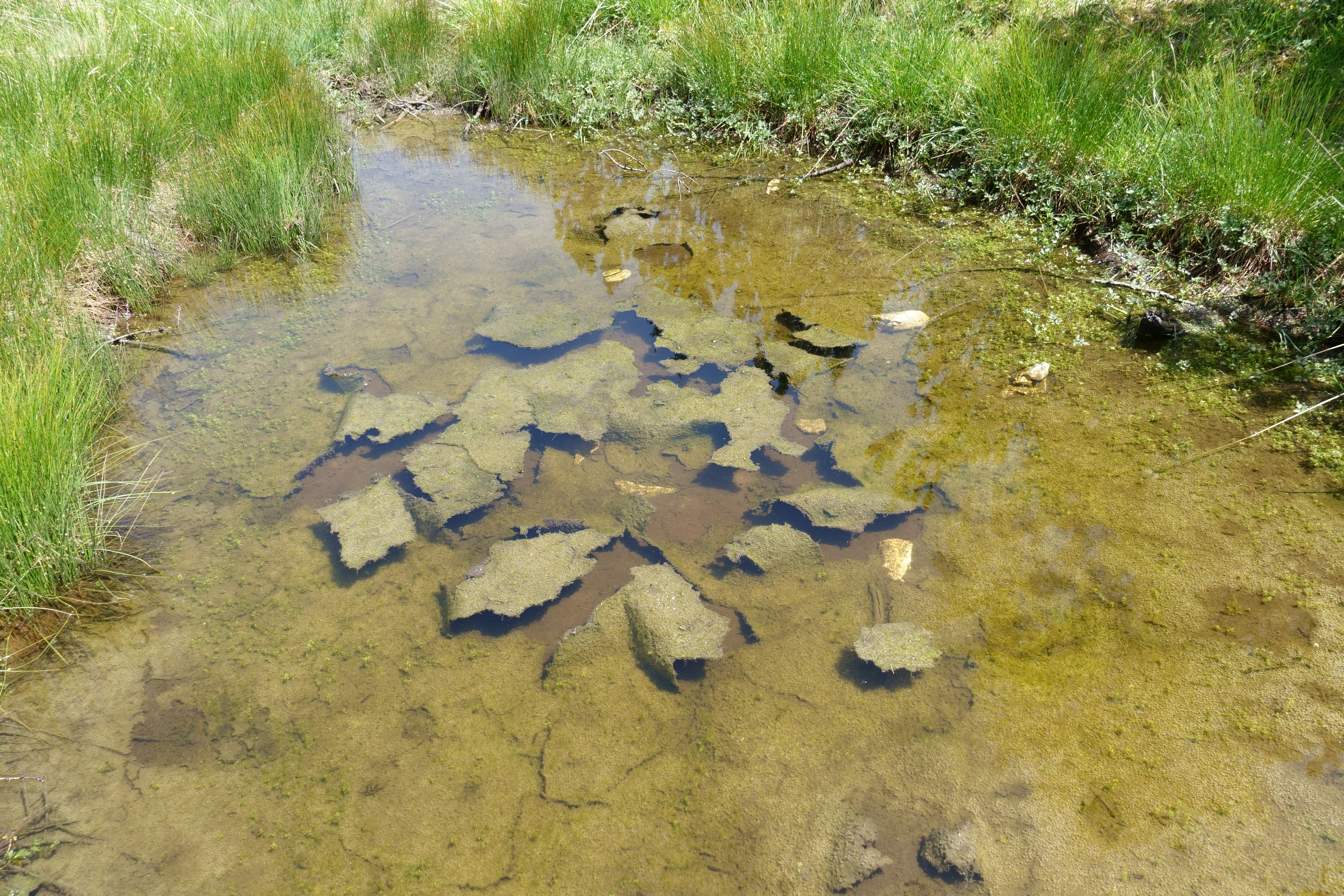
„Algenauftriebe“ von Oscillatorien, Totes Gebirge, Österreich

Die Gattung ist weltweit verbreitet. Die Arten wachsen auf verschiedensten Untergründen (Schlamm, Stein, Sand) in Süßwasser, meist in seichten Gewässern oder den Uferzonen z. B. großer Seen. Selten gedeihen sie auch auf nassen Böden. Typisch sind die großen Matten, die sich untergetaucht im Benthos entwickeln. Zusammen mit Sedimentanteilen, Kieselalgen und anderen Einzellern steigen häufig flockenartige Gebilde von mehreren Zentimeter Größe vom Substrat an die Gewässeroberfläche, wenn die durch Photosynthese entstandenen Sauerstoffbläschen den Matten hinreichend Auftrieb verleihen.

## Systematik

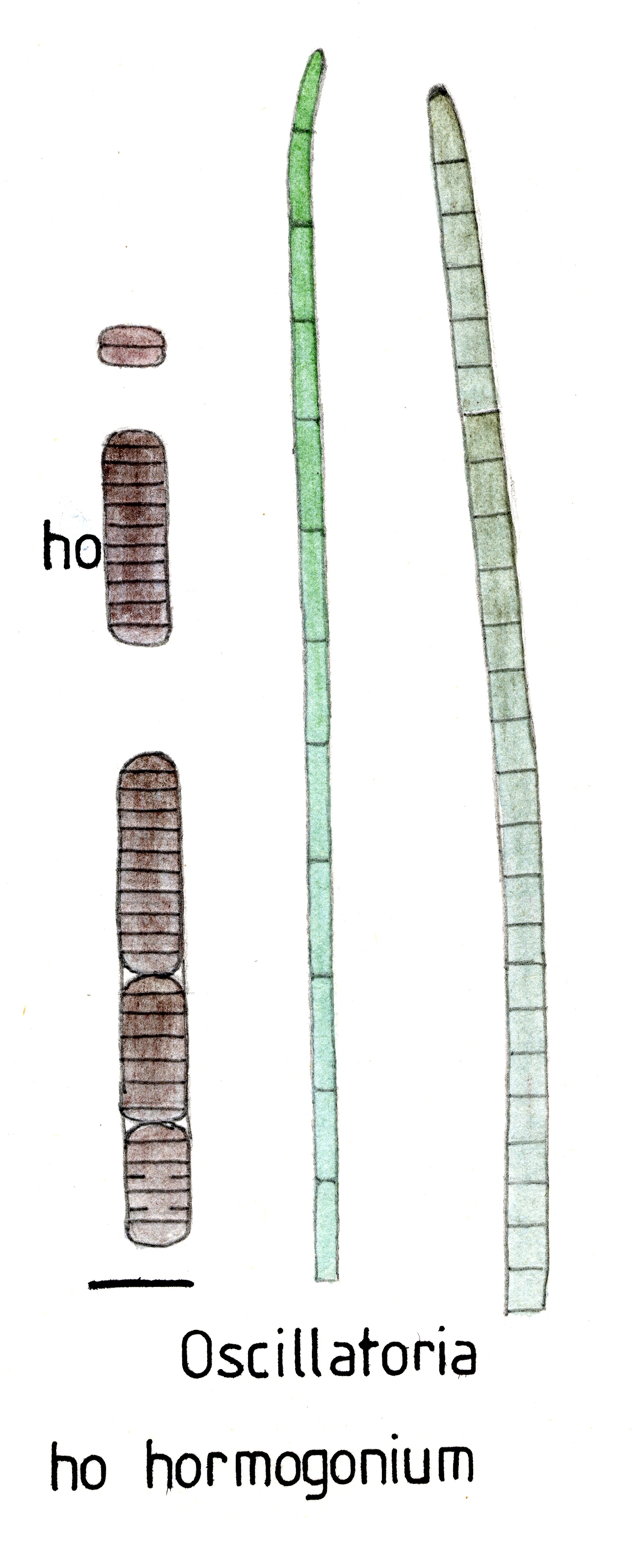
Illustration

Typusart ist die 1892 erstbeschriebene Oscillatoria princeps Vaucher ex Gamont. Die Gattung umfasst folgende Arten:
- Oscillatoria additica
- Oscillatoria anguiformis
- Oscillatoria anguina
- Oscillatoria annae
- Oscillatoria bharadwajae
- Oscillatoria bonnemaisonii
- Oscillatoria breviarticulata
- Oscillatoria corakiana
- Oscillatoria curviceps
- Oscillatoria depauperata
- Oscillatoria dzeman-sor
- Oscillatoria engelmanniana
- Oscillatoria euboeica
- Oscillatoria fracta
- Oscillatoria froelichii
- Oscillatoria funiformis
- Oscillatoria gardneriana
- Oscillatoria iltisii
- Oscillatoria jenensis
- Oscillatoria kansuensis
- Oscillatoria kawamurae
- Oscillatoria koetlitzii
- Oscillatoria leavittae
- Oscillatoria leonardii
- Oscillatoria levis
- Oscillatoria limosa
- Oscillatoria lloydiana
- Oscillatoria ludoviciana
- Oscillatoria lutea
- Oscillatoria maharastrensis
- Oscillatoria major
- Oscillatoria maraaensis
- Oscillatoria margaritifera
- Oscillatoria meslinii
- Oscillatoria miniata
- Oscillatoria mitrae
- Oscillatoria nigro-viridis
- Oscillatoria nitida
- Oscillatoria obscura
- Oscillatoria obtusa
- Oscillatoria ornata
- Oscillatoria perornata
- Oscillatoria princeps
- Oscillatoria proboscidea
- Oscillatoria producta
- Oscillatoria pseudocurviceps
- Oscillatoria raytonensis
- Oscillatoria pulchra
- Oscillatoria refringens
- Oscillatoria rhamphoidea
- Oscillatoria rupicola
- Oscillatoria salina
- Oscillatoria sancta
- Oscillatoria serpentina
- Oscillatoria simplicissima
- Oscillatoria subbrevis
- Oscillatoria subcapitata
- Oscillatoria subfusca
- Oscillatoria subproboscidea
- Oscillatoria tenuis
- Oscillatoria transvaalensis
- Oscillatoria vizagapatensis
- Oscillatoria yamadae

### Verschiebungen
Die Art Oscillatoria limnetica betreibt eine nicht-oxygene (d. h. keinen Disauerstoff bildende) Photosynthese mit Schwefelwasserstoff als Reduktionsmittel und wird heute in der Gattung Pseudanabaena als Pseudanabaena limnetica (Lemmermann 1900) Komárek 1974 geführt.

## Nachweise
1. 1 2 3  
Jiří Komárek, Tomáš Hauer: Oscillatoria. In: CyanoDB.cz - On-line database of cyanobacterial genera. - Word-wide electronic publication, Univ. of South Bohemia & Inst. of Botany AS CR, Memento im Webarchiv vom 29. Januar 2014 (englisch/lateinisch).
2. ↑  
Elsa Leonore Kusel-Fetzmann: Algen und "Nicht-Algen". In: Denisia. Band 0033. Linz 2014, S. 308 (zobodat.at [PDF; abgerufen am 19. November 2022]).
3. ↑  
Y. Cohen, B. B. Jörgensen, E. Padan, M. Shilo: Sulphide-dependent anoxygenic photosynthesis in the cyanobacterium Oscillatoria limnetica. In: Nature. Band 257, 9. Oktober 1975, S. 489–492; doi:10.1038/257489a0 (englisch).
4. ↑  
Etana Padan: Facultative anoxygenic photosynthesis in cyanobacteria. In: Annual Review of Plant Physiology. Band 30, Juni 1979, S. 27–40; doi:10.1146/annurev.pp.30.060179.000331 (englisch).
5. ↑  
LPSN: Species Oscillatoria limnetica Lemmermann 1900. Taxonomic status: synonym. Correct name: Pseudanabaena limnetica (Lemmermann 1900) Komárek 1974.
6. ↑  
NCBI Taxonomy browser: Pseudanabaena limnetica limnetica (Lemmermann 1900) Komarek 1974, basionym:
Oscillatoria limnetica Lemmermann, 1900.